# Badistemon turgidulum
Badistemon turgidulum е вид ракообразно от семейство Potamidae.

## Разпространение
Видът е разпространен в Мианмар.